# 영아 학살

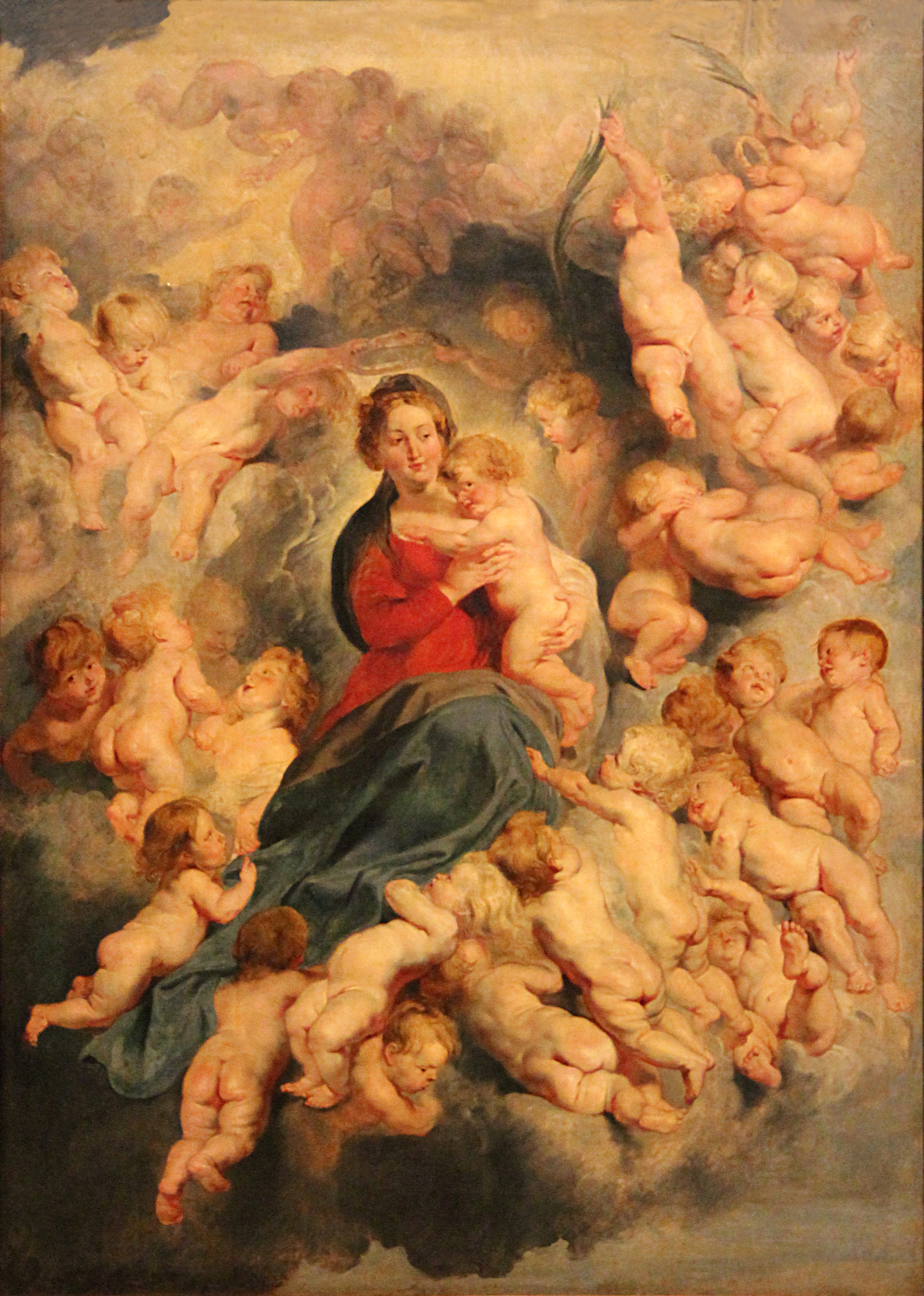

영아 학살(叛兒虐殺, Massacre of the Innocents), 유아 학살, 영아 대학살, 유아 대학살은 마태복음(2:16-18)의 출생 이야기에 나오는 사건으로, 유대의 왕 헤로데 1세가 베들레헴 근처의 두 살 이하의 모든 남자 아이를 처형하라고 명령한다. 기독교인들은 이 아이들을 최초의 기독교 순교자로 존경한다. 대다수의 헤롯 전기 작가들과 "(추정상) 성서 학자들 대다수"는 이 사건을 신화 또는 전설로 간주한다.

## 성경 이야기
마태복음은 유대인의 왕이 태어난 곳을 알아보기 위해 동방박사들이 예루살렘을 어떻게 방문했는지 알려준다. 헤롯 왕은 그들을 베들레헴으로 안내하고 자기에게 돌아와 보고하라고 요청하지만 그들은 꿈에서 헤롯이 그 아이를 찾아 죽이고자 하므로 그렇게 하지 말라는 경고를 받는다. 마태는 계속해서 말한다.
헤롯이 박사들에게 속은 줄 알고 노하여 명하여 베들레헴과 그 부근에 있는 사내아이를 박사들에게 자세히 알아본 그 때를 기준하여 두 살부터 그 아래로 다 죽이니 — 마태복음 2장 16절
그 다음에는 예레미야서(예레미야 31:15, 히브리어 성경의 예레미야 31:14)를 인용한다. "라헬이 그 자식을 위하여 애곡하며 위로받기를 거절하는 것은 그들이 없어졌음이라." (마태복음 2:17-18). 예레미야의 다음 구절이 계속해서 희망과 회복에 대해 말하기 때문에 이것과 학살의 관련성은 분명하지 않다.

## 같이 보기
- 예수 탄생 기념 성당
- 베들레헴의 별